# (131323) 2001 GE11
(131323) 2001 GE11 là một vành đai tiểu hành tinh. Nó được phát hiện bởi NEAT ở Haleakalā ngày 15 tháng 4 năm 2001.